# Clavigeroniscus orghidani
Clavigeroniscus orghidani är en kräftdjursart som beskrevs av Albert Vandel 1981. Clavigeroniscus orghidani ingår i släktet Clavigeroniscus och familjen Styloniscidae. Inga underarter finns listade i Catalogue of Life.